# Holden HQ
Holden HQ — серия автомобилей, выпускавшихся с 15 июля 1971 по октябрь 1974 года австралийской компанией Holden.

## Модельный ряд
Массовая гамма легковых автомобилей HQ состояла из четырёхдверного седана и пятидверного универсала в трёх комплектациях.
- Holden Belmont
- Holden Kingswood
- Holden Premier

Люксовая модель с длинной колёсной базой «Statesman by GMH» выпускалась в кузове четырёхдверный седан и двух комплектациях.
- Statesman
- Statesman Deville

Седан Holden SS был представлен в августе 1972 года. Хотя он продавался как отдельная модель, на самом деле это был седан Belmont V8, оснащённый пакетом опций XV2.
Модельный ряд Monaro изначально состоял только из двухдверных купе.
- Holden Monaro
- Holden Monaro GTS
- Holden Monaro GTS 350
- Holden Monaro LS

В марте 1973 года были представлены двух- и четырёхдверные седаны Monaro GTS. Вариант XV4 представлял собой седан HQ GTS. Вариантом XW8 стал седан HQ GTS350.
Модельный ряд коммерческих автомобилей включал в себя купе, фургоны и грузовые автомобили.
- Holden Belmont
- Holden Kingswood
- Holden One Tonner

One Tonner являлся грузовым автомобилем.

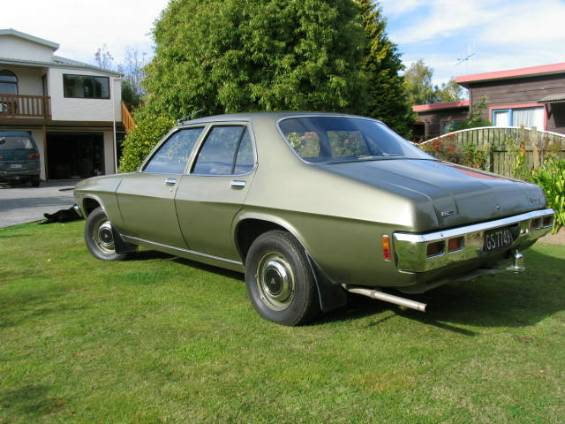
Holden Kingswood (седан)
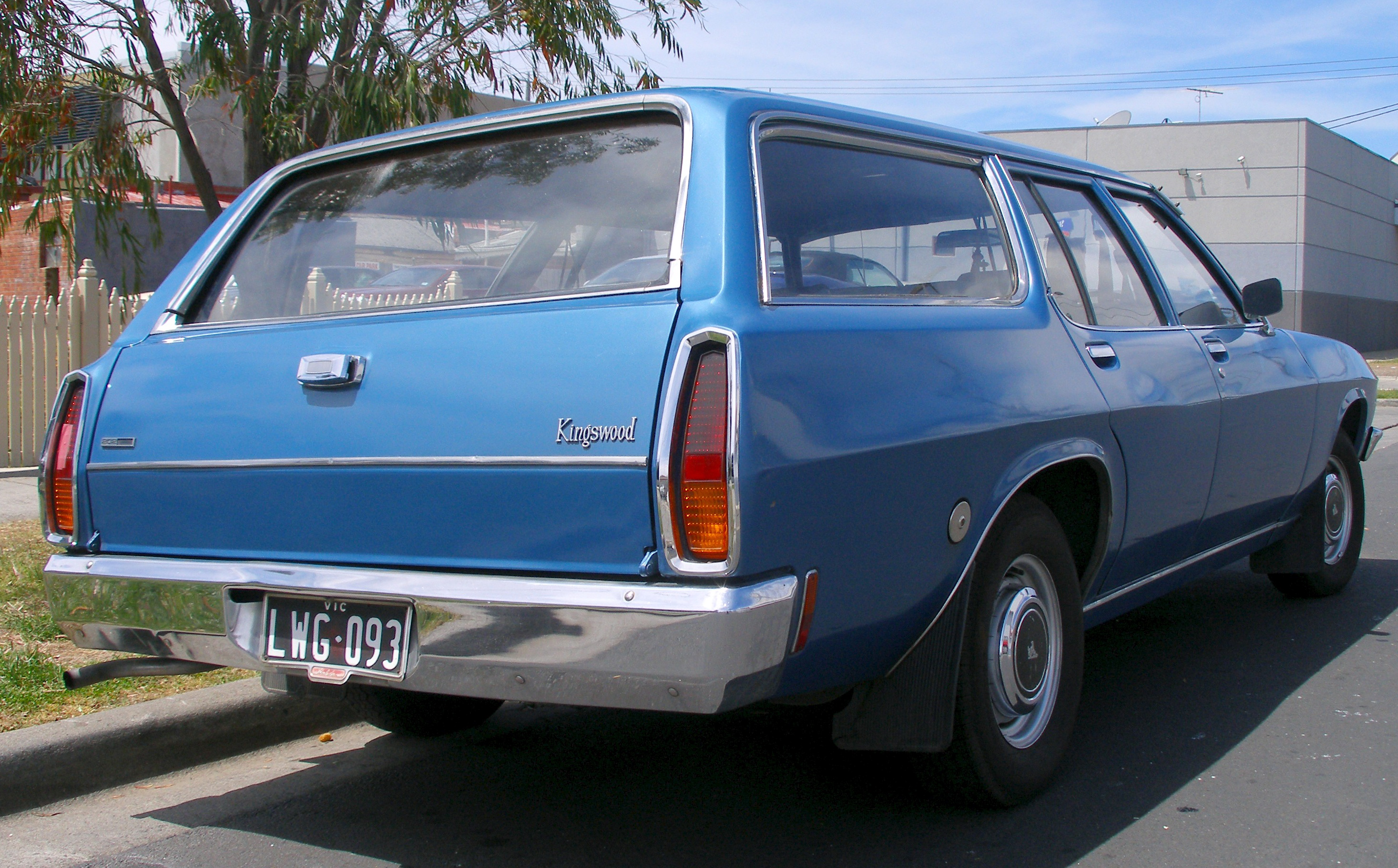
Holden Kingswood (универсал)
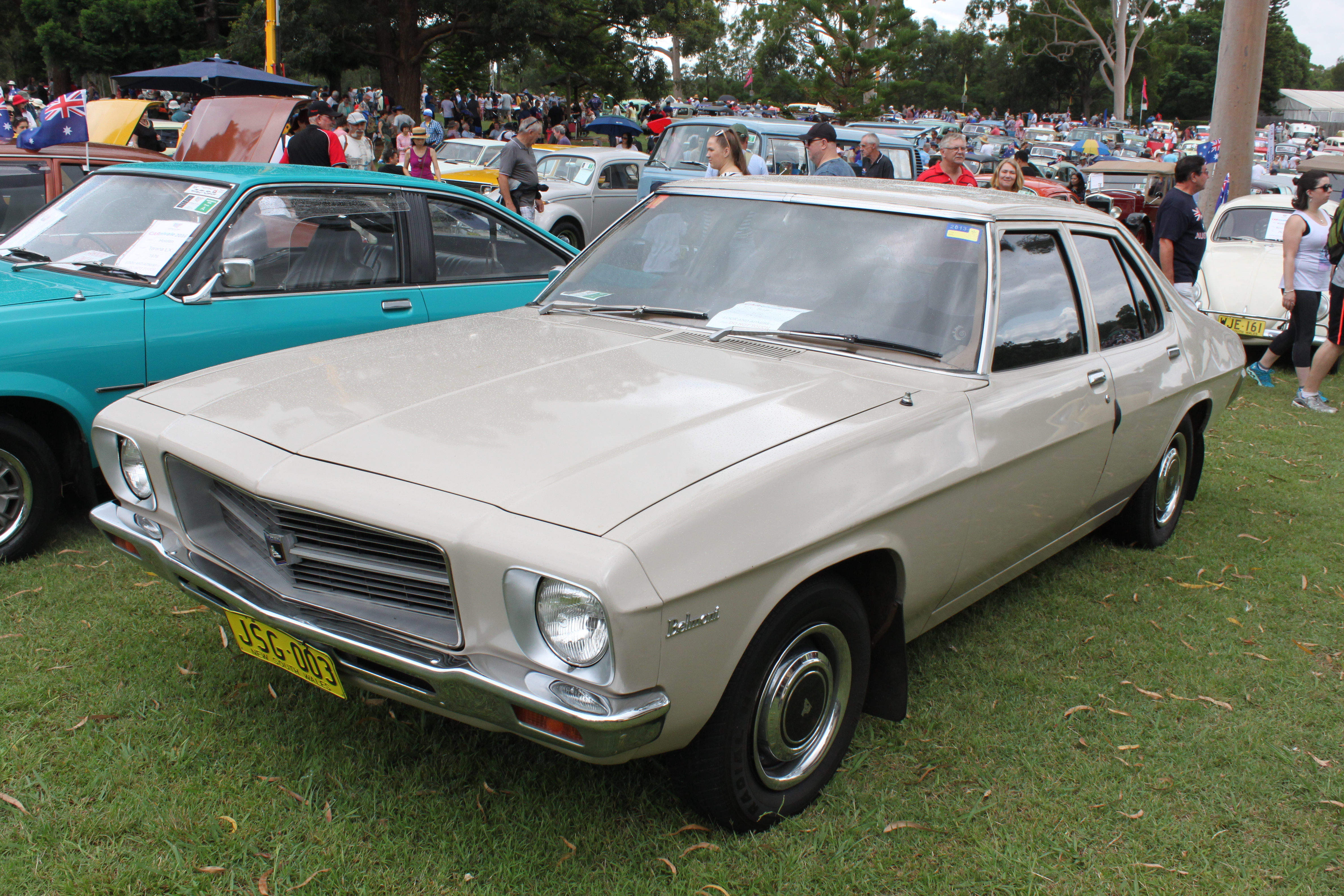
Holden Belmont (седан)
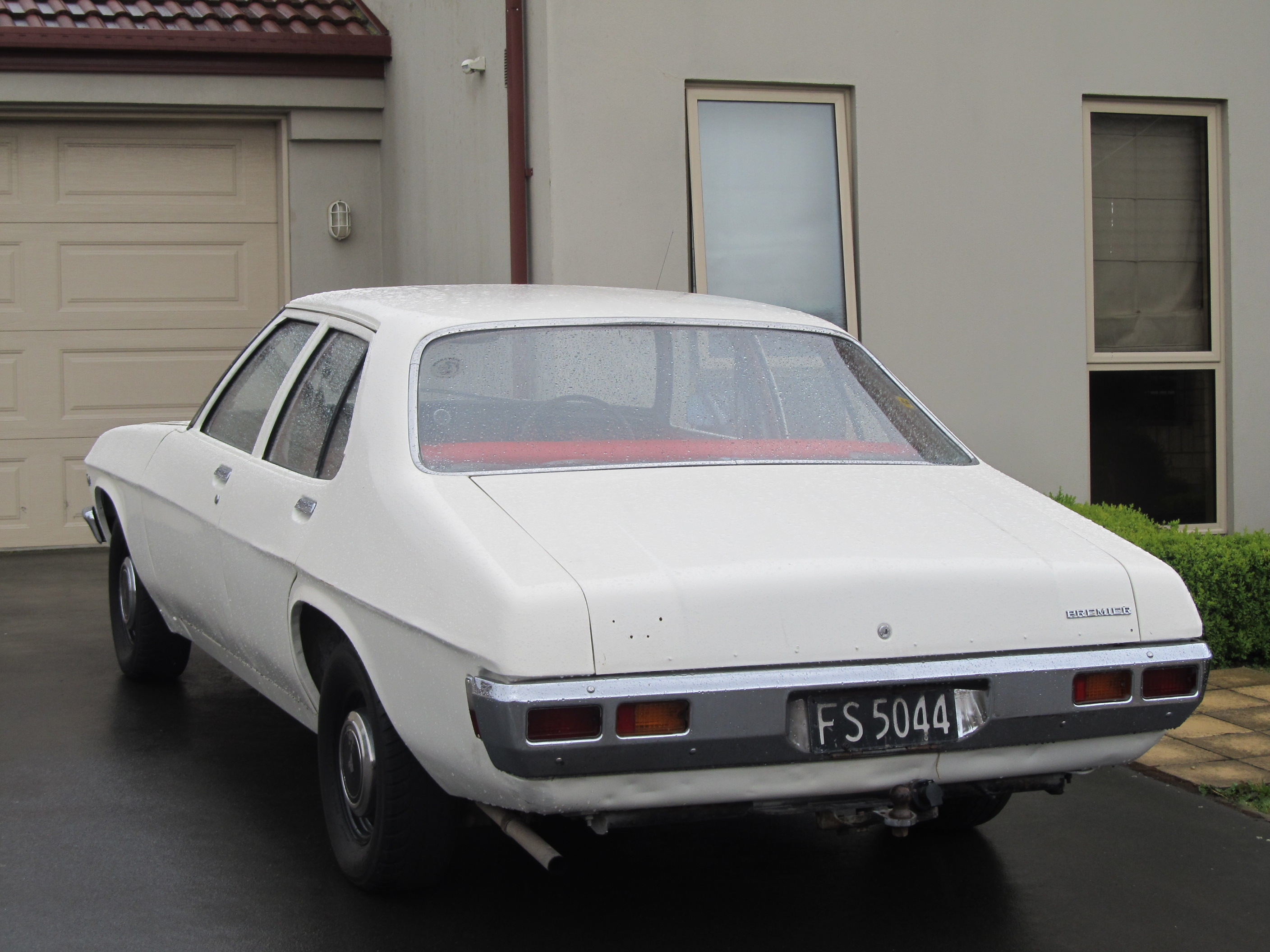
Holden Belmont (седан)
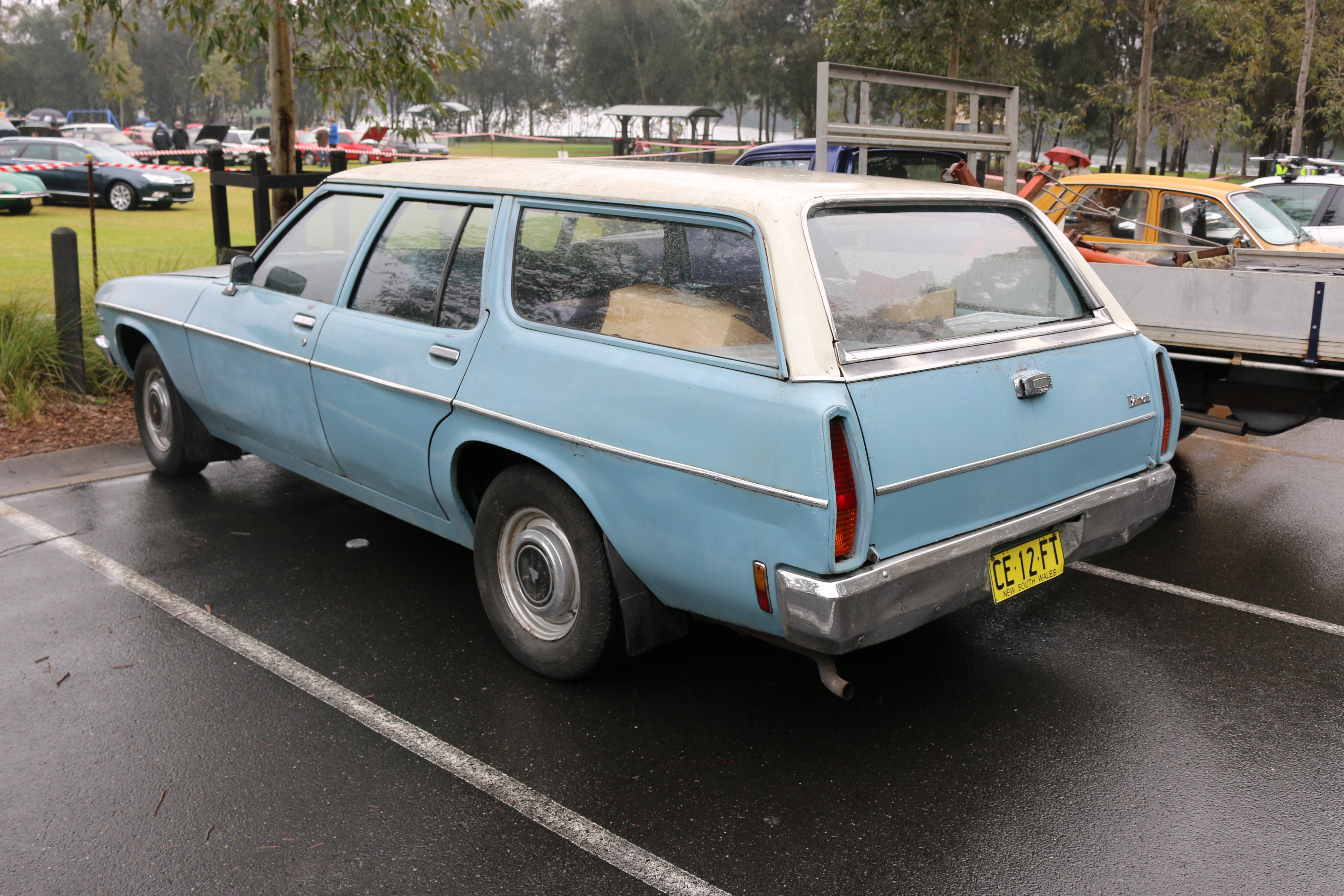
Holden Belmont (универсал)
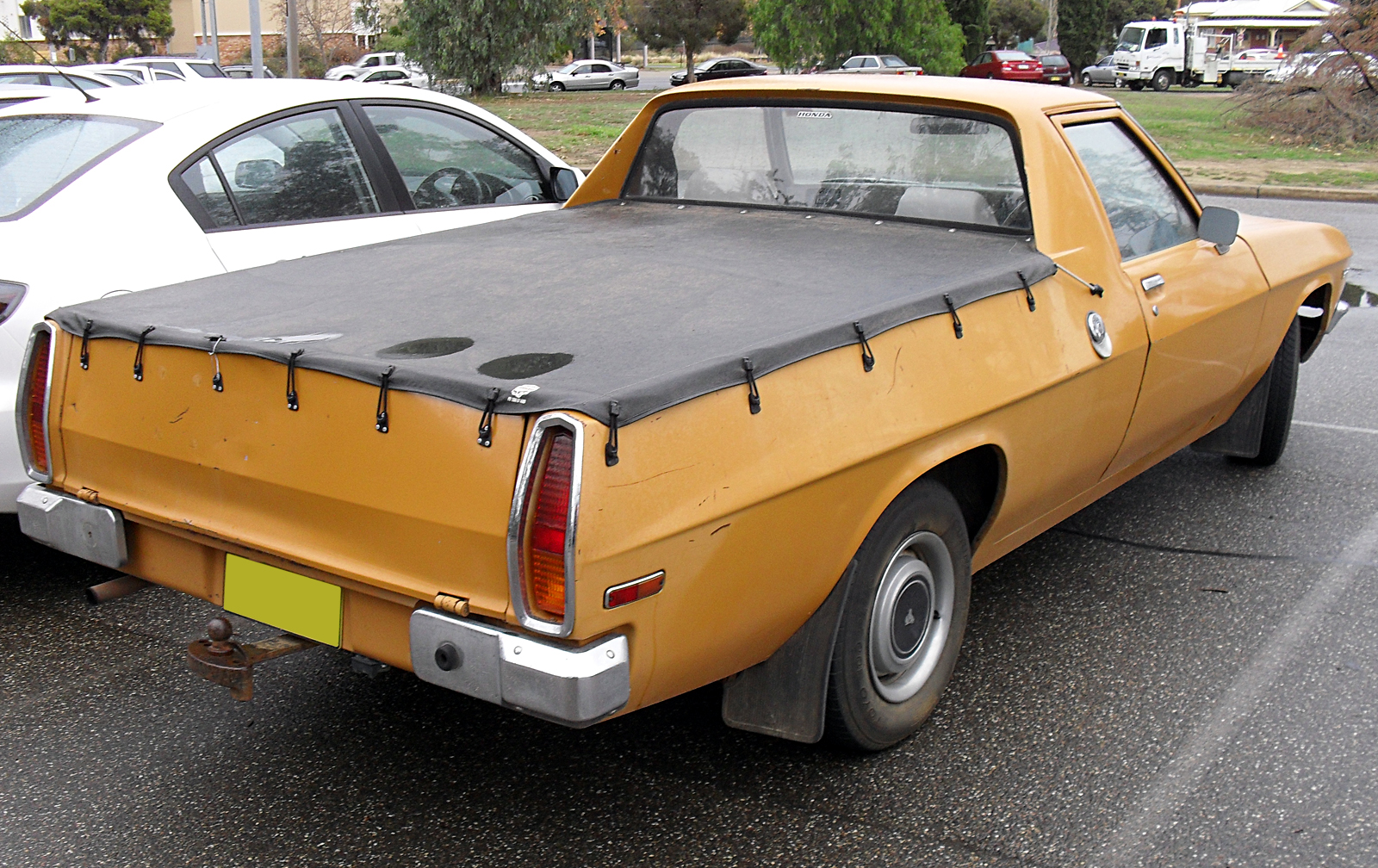
Holden Belmont (пикап)
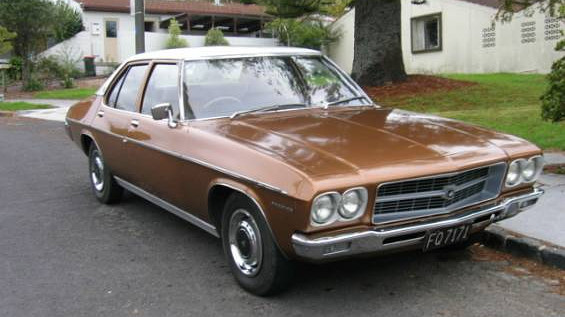
Holden Premier (седан)
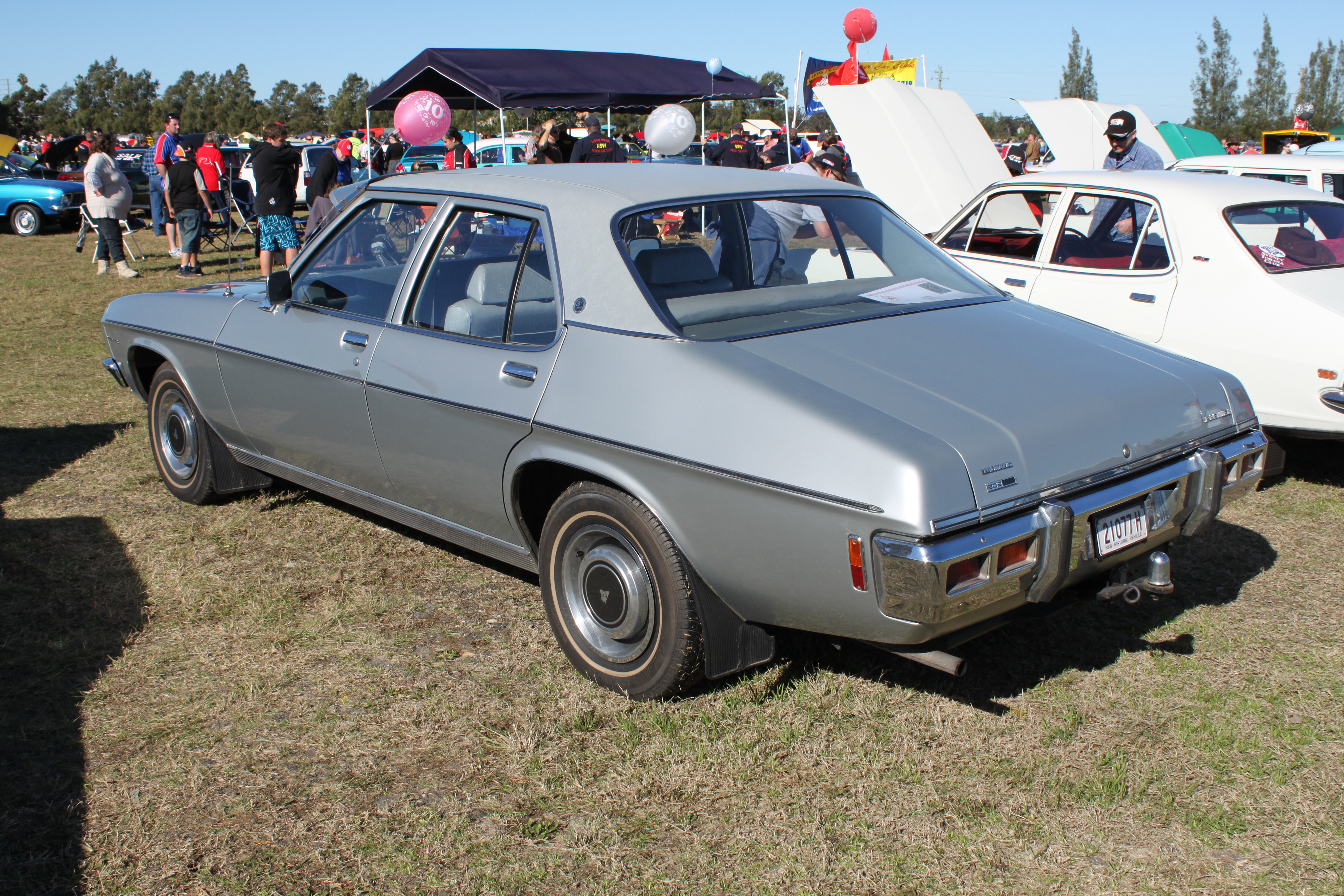
Holden Premier (седан)
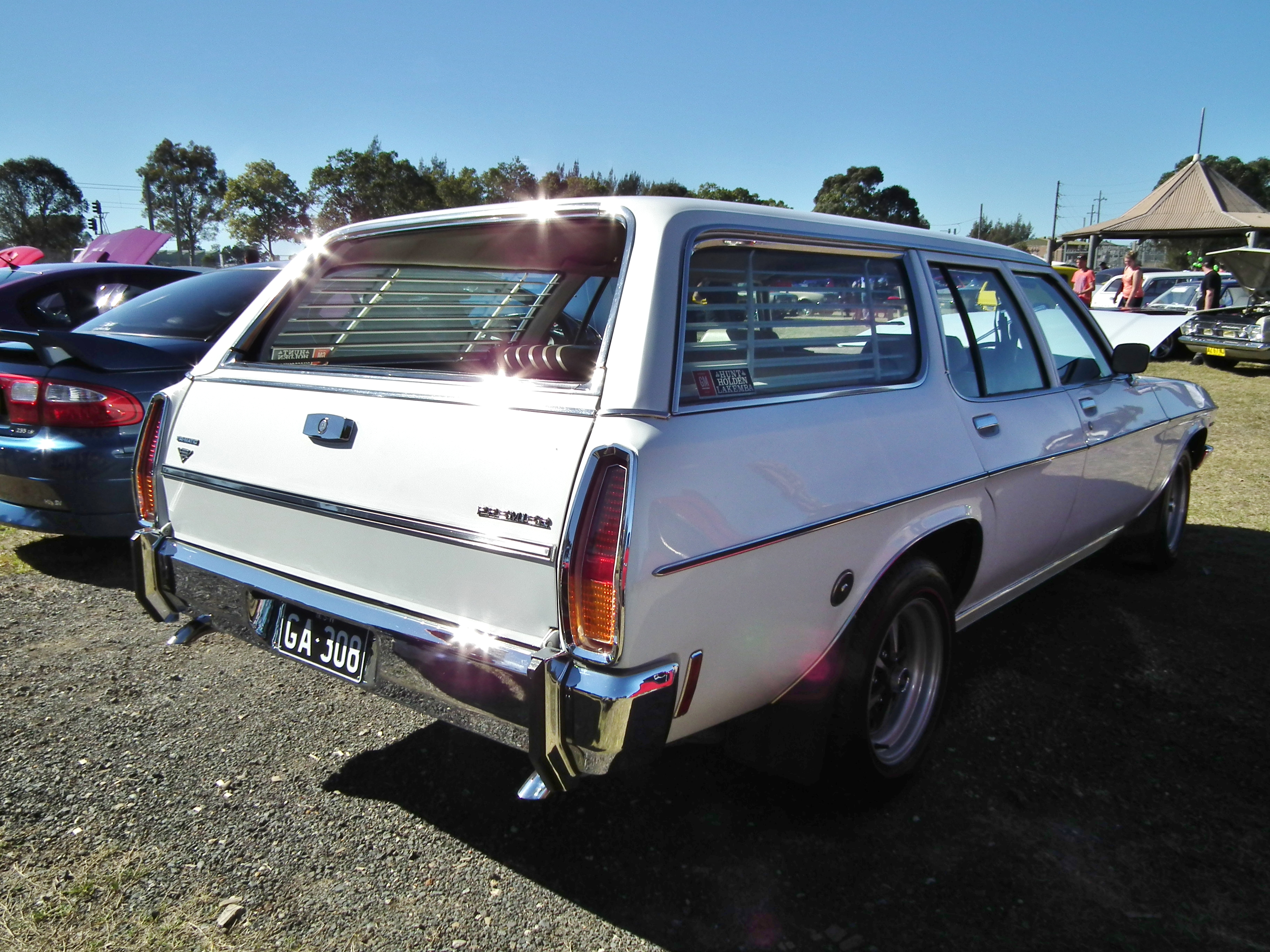
Holden Premier (универсал)
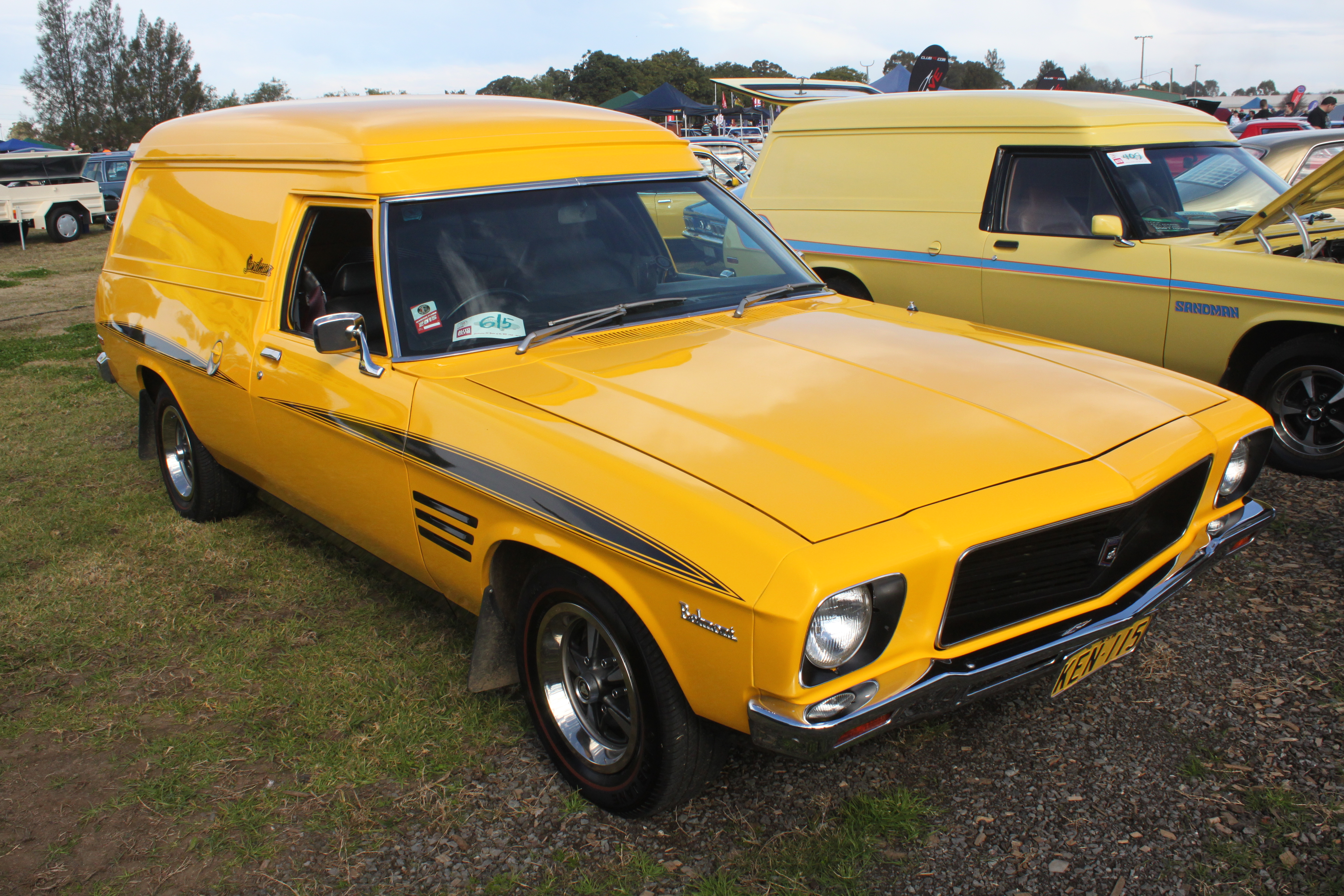
Holden Belmont Sandman (фургон)
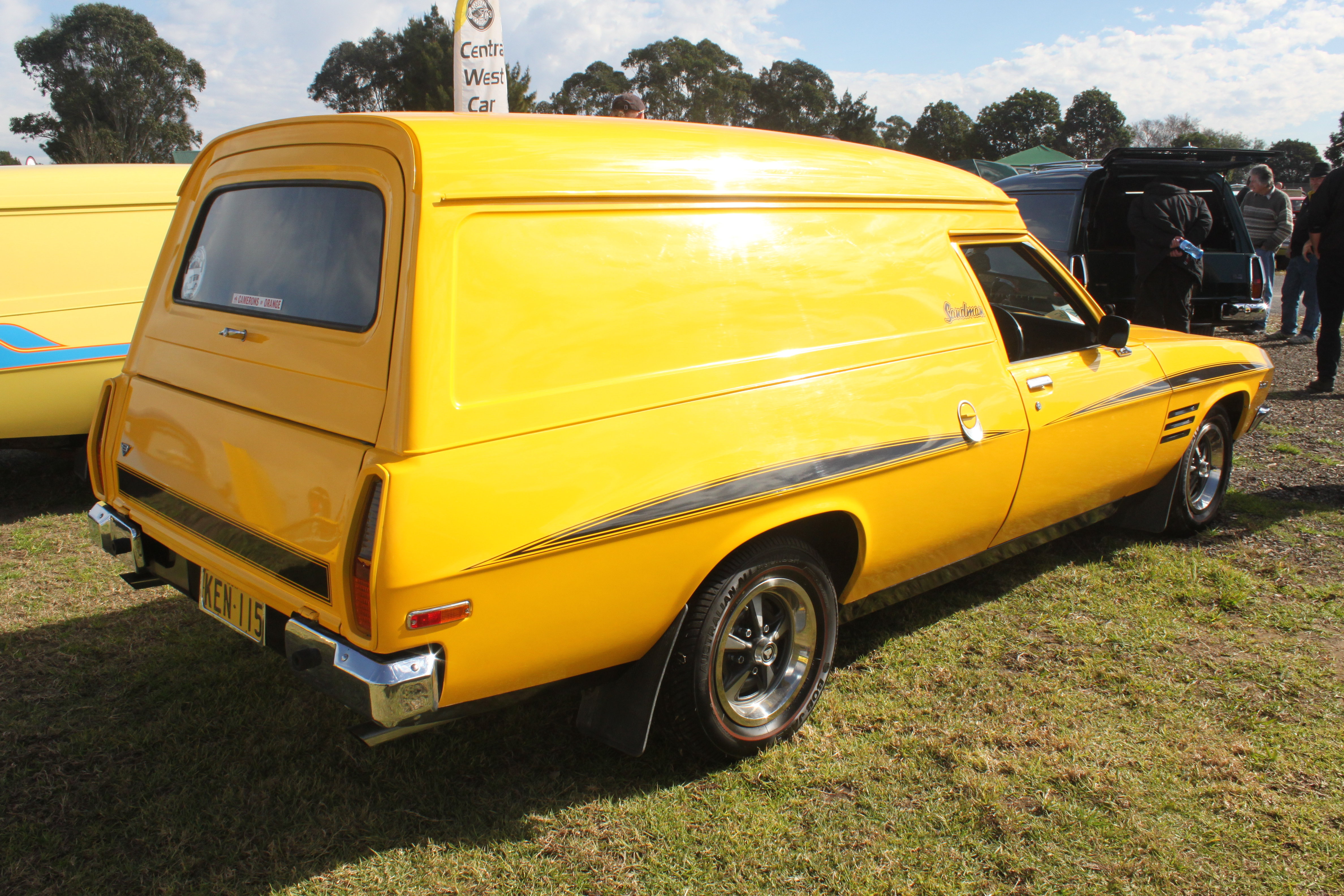
Holden Belmont Sandman (фургон)
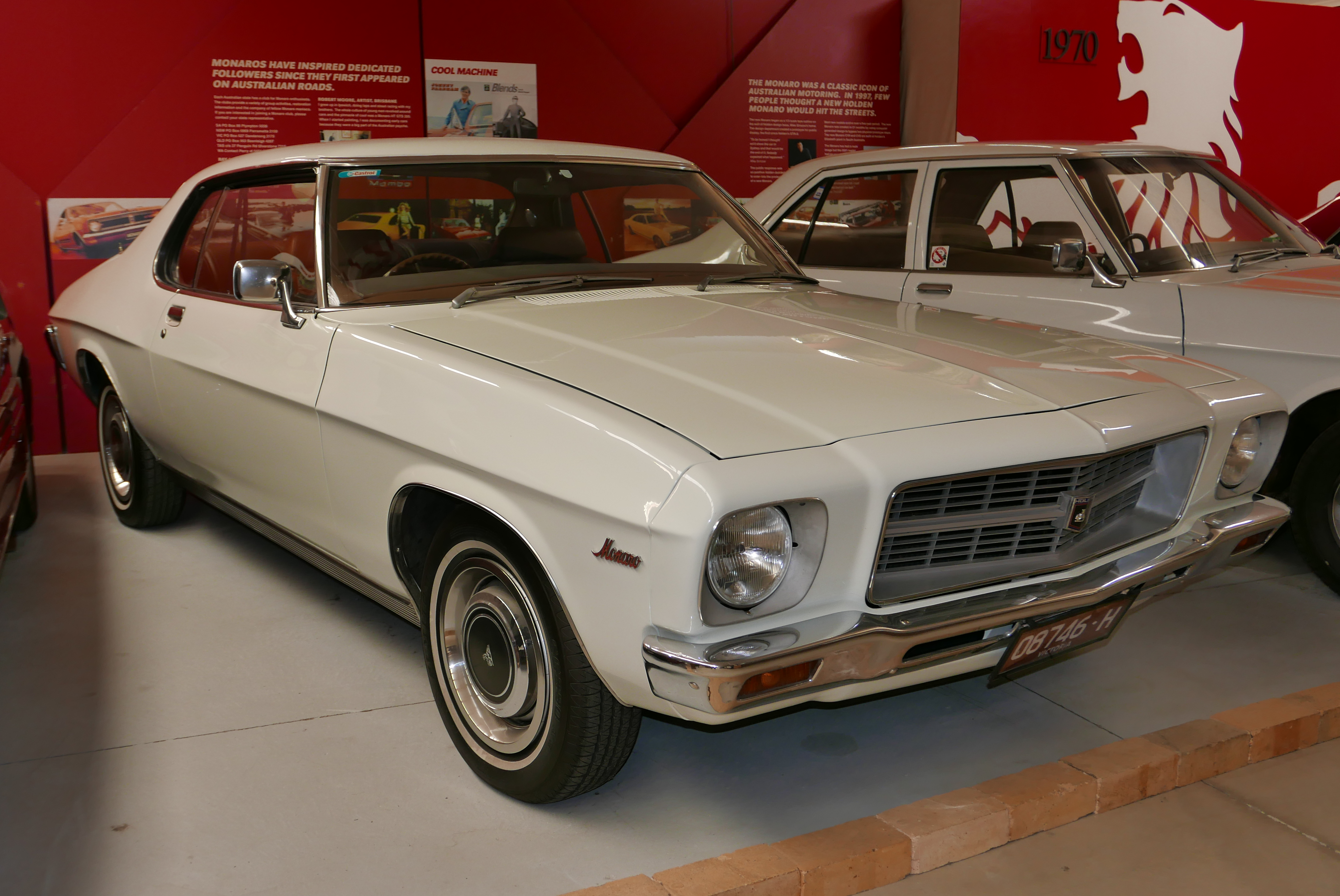
Holden Monaro
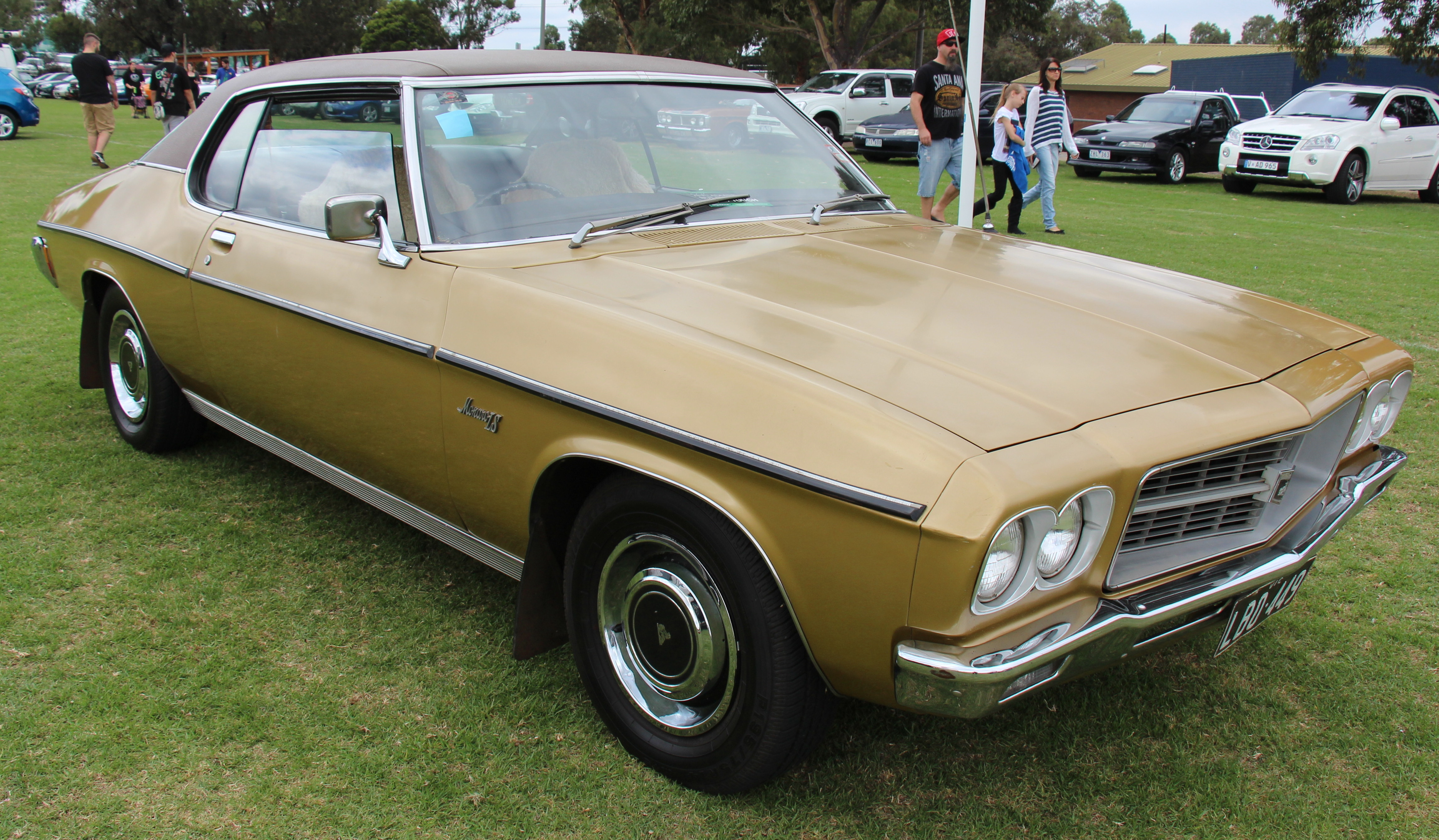
Holden Monaro LS
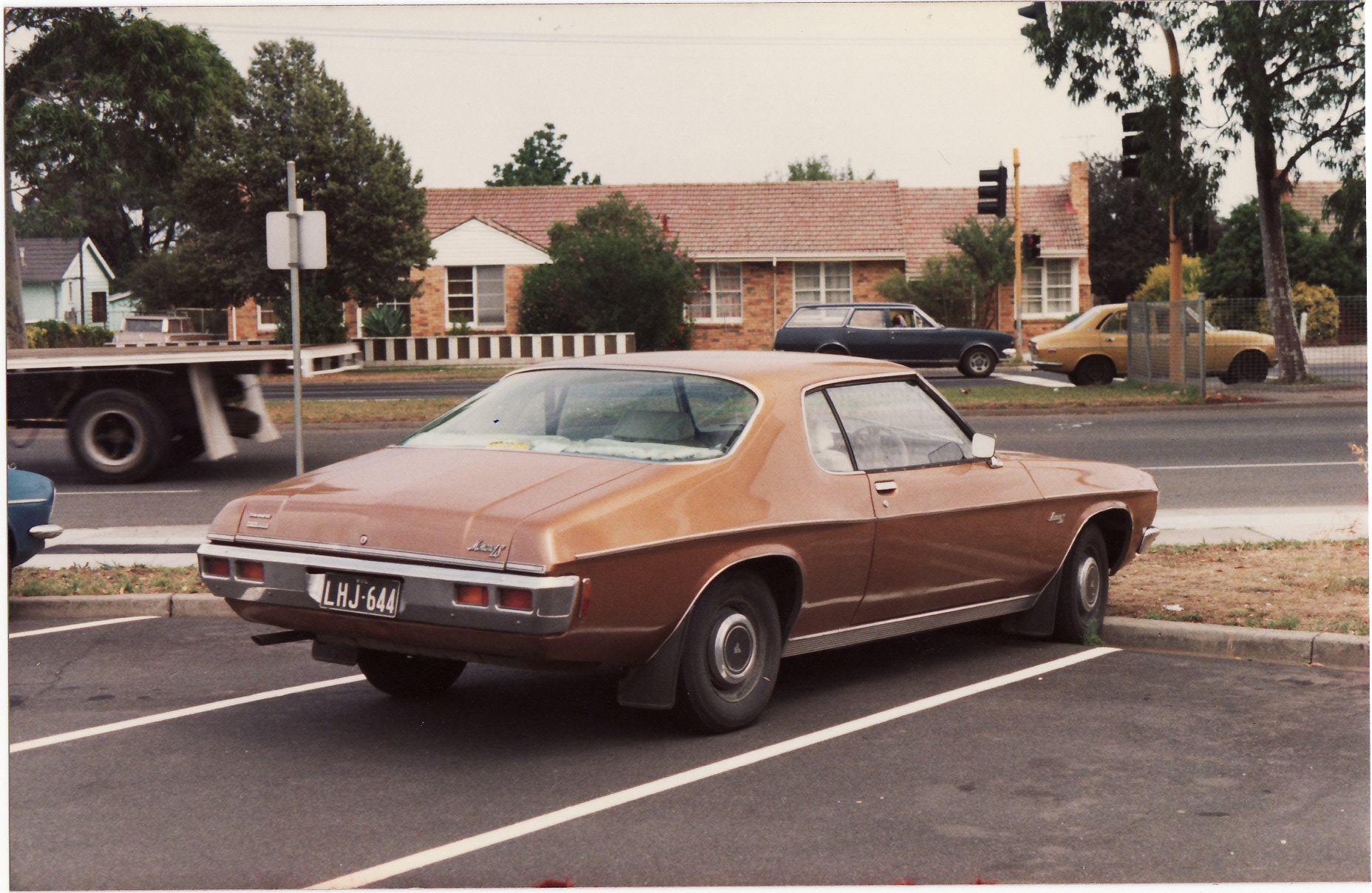
Holden Monaro LS
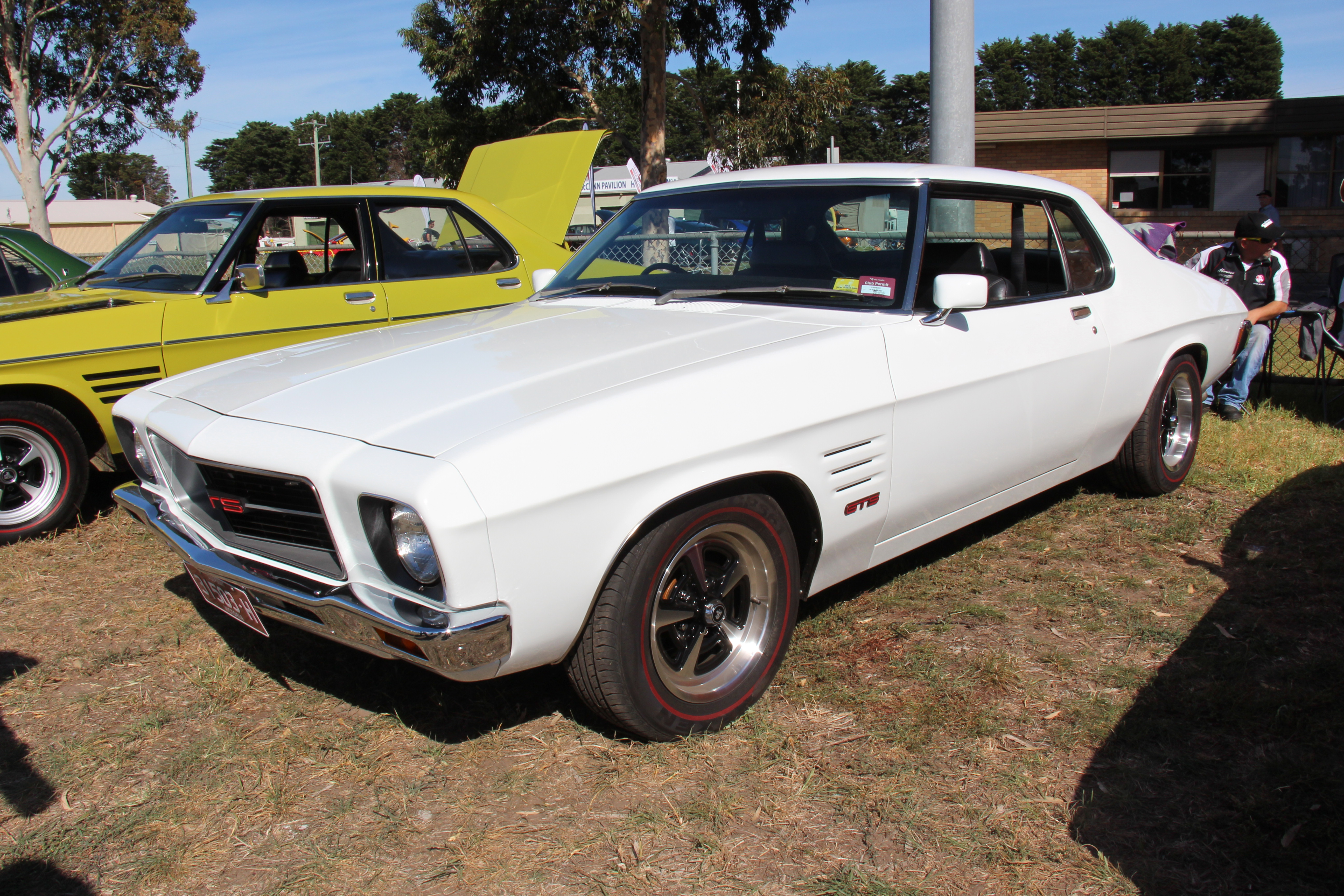
Holden Monaro GTS (купе)
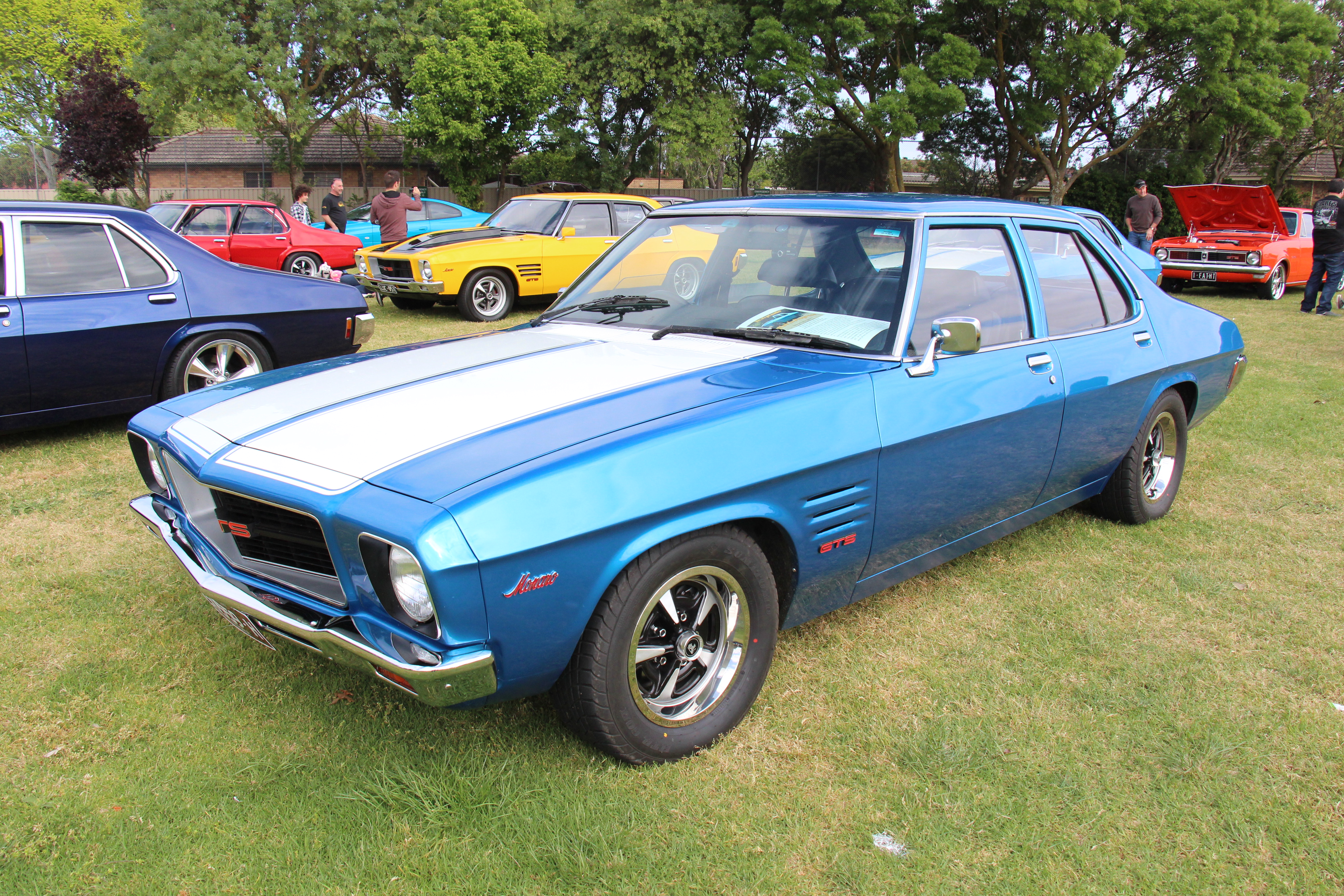
Holden Monaro GTS (седан)
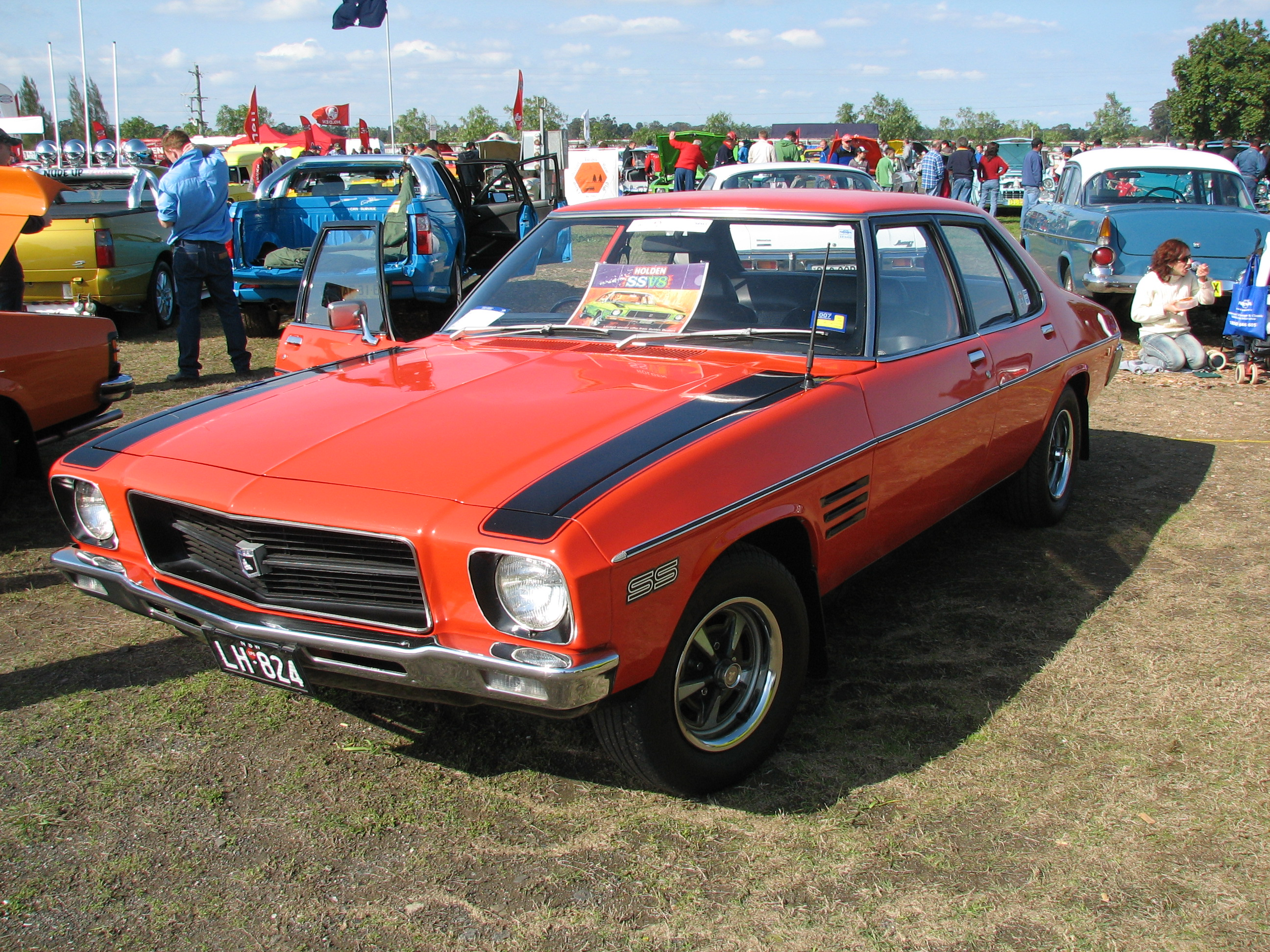
Holden SS (седан)

## Двигатели
Два рядных шестицилиндровых двигателя из линейки HG были перенесены в HQ, но были увеличены до 2,8 л (173 кубических дюймов) и 3,3 л (202 кубических дюймов). В моторную гамму также были добавлены двигатели V8 объёмом 4,2 л (253 кубического дюйма), 5,0 л (308 кубических дюймов) и 5,7 л (350 кубических дюймов).
| Двигатель          | Объём           | Степень сжатия | Мощность | Мощность | Крутящий момент |
| Двигатель          | Объём           | Степень сжатия | л. с.    | кВт      | Н·м             |
| ------------------ | --------------- | -------------- | -------- | -------- | --------------- |
| 2,83 л Red I6      | 173 куб. дюйма  | Низкая         | 112      | 84       | 220             |
| 2,83 л Red I6      | 173 куб. дюйма  | Высокая        | 118      | 88       | 228             |
| 3,3 л Red I6       | 202 куб. дюйма  | Низкая         | 129      | 96       | 260             |
| 3,3 л Red I6       | 202 куб. дюйма  | Высокая        | 135      | 101      | 263             |
| 4,1 л Holden V8    | 253 куб. дюйма  | Низкая         | 174      | 130      | 335             |
| 4,1 л Holden V8    | 253 куб. дюйма  | Высокая        | 185      | 138      | 355             |
| 5,0 л Holden V8    | 308 куб. дюймов |                | 240      | 180      | 427             |
| 5,7 л Chevrolet V8 | 350 куб. дюймов |                | 275      | 205      | 490             |

## Производство
К октябрю 1974 года было выпущено 485650 автомобилей. Автомобили серии Holden HQ выпускались на заводах GMH в Аделаиде, Мельбурне, Сиднее и Брисбене.
Двигатели, трансмиссии и бортовые редукторы в сборе производились в штате Виктория, хотя двигатели объёмом 5,7 л (350 кубических дюймов) и их компоненты трансмиссии были полностью импортированы из США. Многие местные предприятия по производству автомобильных компонентов во всех штатах Австралии поставляли на основные заводы множество других деталей, таких как стеклоочистители, стёкла, ковры, электрические системы, крепёжные элементы и тому подобное.
В Новой Зеландии производство велось на сборочном заводе GMNZ в Трентеме (Веллингтон, Новая Зеландия) с использованием некоторых компонентов производства Новой Зеландии и продолжалось до 1975 года.

## Модельный ряд
- Holden Belmont
- Holden Kingswood
- Holden SS (Super Sport)
- Holden Monaro GTS
- Chevrolet Kommando
- Chevrolet El Camino
- Holden Torana[6]
- Statesman HQ